# Drnholecká pahorkatina
Drnholecká pahorkatina je geomorfologický podcelek v Dyjsko-svrateckém úvalu. Nachází se severozápadně od obce Drnholec, směrem k řece Miroslavce. Jižní hranici podcelku tvoří řeka Jevišovka.
Jedná se o plochou nížinnou pahorkatinu s rozlohou 604,68 km² a střední výškou 215,5 metru. Geologicky ji tvoří neogenní sedimenty říčních teras Dyje, Jeviškovky a Jihlavy. Není zalesněná. Nejvyšší bod pahorkatiny dosahuje výšky 227 m n. m. (Pastvisko).
Dělí se na okrsky Olbramovická pahorkatina, Hostěradická sníženina, Jevišovská niva a Hrabětická plošina.